# ↁ
Cette page contient des caractères spéciaux ou non latins. S’ils s’affichent mal (▯, ?, etc.), consultez la page d’aide Unicode.
ↁ (Unicode U+2181) est une ancienne ligature des caractères ⅠↃↃ (les deux derniers étant un C retourné) utilisée dans certains textes des XVe et XVIe siècles pour représenter le nombre 5 000.